# Tulsk
Tulsk is een plaats in het Ierse graafschap County Roscommon.